# Radovesnice I
Radovesnice I – gmina w Czechach, w powiecie Kolín, w kraju środkowoczeskim. Według danych z dnia 1 stycznia 2013 liczyła 341 mieszkańców.